# Monumento a la Concordia
L'escultura urbana coneguda pel nom Monumento a la Concordia, situada a la plaça Carbayón, en la ciutat d'Oviedo, Principat d'Astúries, Espanya, és una de les més d'un centenar que adornen els carrers de l'esmentada ciutat espanyola.
El paisatge urbà d'aquesta ciutat, es veu adornat per obres escultòriques, generalment monuments commemoratius dedicats a personatges d'especial rellevància en un primer moment, i més purament artístiques des de finals del segle xx.
L'escultura, feta a bronze, és obra d'Esperanza d'Ors, i està datada en 1997. Tot i no constar la data de la seva inauguració el que sí que se sap és que el monument té com a promotor el mateix Ajuntament d'Oviedo.
El conjunt representa tres homes i tres dones, nus, unes figures humanes mostrades sense elements distintius entre ells, formant així cossos andrògins, però col·locats per parelles.